# راؤول كامبوس
راؤول كامبوس (بالإسبانية: Raúl Campos Paíno)‏ هو لاعب كرة الصالات ‏ ولاعب كرة قدم إسباني، ولد في 17 ديسمبر 1987 في مدريد في إسبانيا. شارك مع منتخب إسبانيا لكرة القدم داخل الصالات. أما مع النوادي، فقد لعب مع ElPozo Murcia FS ‏.

## وصلات خارجية
- راؤول كامبوس على موقع الاتحاد الأوربي (الإنجليزية)